# Критская война (1645—1669)
Критская война (греч. Κρητικός Πόλεμος, тур. Girit Savaşı) или Кандийская война (итал. Guerra di Candia, сербохорв. Kandijski rat) — война в 1645—1669 годах между Османской империей и Венецианской республикой за остров Крит, на тот момент крупнейшее и самое богатое заморское владение Венеции.
Военные действия происходили на Крите, в Эгейском море и в Далмации. Большая часть территории Крита была завоёвана османами в первые несколько лет войны, однако столица Крита, Кандия, продолжала сопротивляться ещё длительное время. Внутренние беспорядки в Османской империи и война в Европе не давали османам возможности одержать верх. Осада Кандии заставила обе стороны сосредоточить своё внимание на снабжении. Свою единственную надежду победить венецианцы возлагали на истощение османских запасов, поэтому значительная часть боевых действий происходила на море. На протяжении всей войны Венеция, на стороне которой воевали госпитальеры, Папское государство и Франция, сохраняла общее превосходство на море, однако она так и не смогла полностью перекрыть на Крит поток османских поставок и подкреплений. Затянувшийся конфликт негативно влиял на экономику Венеции, которая базировалась на торговле с Востоком через порты Османской империи.
К 1660-м годам в Венеции наступила усталость от войны. Османы, сумев укрепиться на Крите, в 1666 году отправили на остров последнюю крупную экспедицию под непосредственным руководством великого визиря. Начался заключительный этап осады Кандии, длившийся более двух лет, который завершился капитуляцией города. Последовавший мирный договор сохранил для Венеции несколько изолированных островных крепостей вблизи Крита и некоторые территории в Далмации. Через пятнадцать лет Венеция начала новую войну, стремясь взять реванш, но Крит вернуть ей так и не удалось, и до 1897 года он оставался под османским контролем.

## Первоисточники
Европейские первичные источники, касающиеся событий войны, представлены несколькими группами. Среди них мемуары участников (Георг Римплер, Да Вилла, герцог де Ла Фёйяд), донесения участников военных действий (отчёт Да Вилла, донесение Ф. Морозини о заключении мира, неопубликованные донесения о морских сражениях, письма из Кандии и другие), дипломатическая переписка (например, донесение посла во Франции Морозини от 1669 года).
Первой группой османских источников являются хроники, содержащие описание этой войны, а также другие события османской истории. Это «История Наимы», «История Силахдара», «История Рашида», «Сейахатнаме» Эвлии Челеби. Вторая группа источников посвящена только самой Критской войне. Это «История острова Крит» (тур. Tevarih-i Cezire-i Girid) Хасана-эфенди, «Повесть о походе на Кандию» (тур. Hikayet-i Azimet-i Sefer-i Kandiye), «История завоевания Кандии» (тур. Girid Fethi Tarihi), Равзатюль Эбрар (тур. Ravzatü'l Ebrar), Джевахирут-Теварих (тур. Cevahirü't-tevarih), «История Фазыла Ахмеда-паши» (тур. Tarih-i Fazıl Ahmed Paşa).

## Предыстория
Крит (отнятый в 1211 году, после четвёртого крестового похода, у Византийской империи) стал первым крупным заморским владением Венеции, а после потери Кипра в Кипрской войне — и последним. Стратегическое положение Крита делало его очевидной целью для осман, а размер острова, плодородная почва, обветшание его крепостей — и более привлекательной, чем Мальта, с трудностями захвата которой османы столкнулись в 1565 году.
К началу XVII века экономика Венеции, основанная на торговле пряностями, пострадала в результате открытия новых торговых путей в Индию и потери немецкого рынка вследствие Тридцатилетней войны. Помимо этого, Республика оказалась втянутой в серию войн на севере Италии и была ослаблена эпидемией чумы в 1629—1631 годах. Венецианцы понимали свою слабость и торговую зависимость от отношений со Стамбулом, поэтому старались не провоцировать османов и в основном старательно соблюдали условия договора с ними на протяжении более чем шестидесяти лет. Конфликты между османами и Венецией случались и раньше: например, в 1638 году венецианский флот напал на флот берберийских пиратов, укрывшихся в османском порту Валона, и обстрелял город. Султан Мурад IV, будучи в ярости, угрожал казнить всех венецианцев в Османской империи, а также запретить Республике торговать через османские порты. Конфликт удалось сгладить, поскольку султан в то время вёл войну в Персии и не был заинтересован распылять силы. В итоге Венеция согласилась выплатить османам компенсацию в размере 250 000 дукатов.

## Инцидент 28 сентября 1644 года
В 1644 году произошёл другой конфликт, но в Стамбуле был другой султан и развитие конфликта было иным. 28 сентября 1644 года эскадра мальтийских рыцарей захватила османское судно. На корабле капитана Ибрагима-челеби находились кызляр-ага со своей рабыней, кормилицей шехзаде Мехмеда, и её ребёнком, направлявшиеся в хадж, а также часть женщин султанского гарема. На этом же корабле находился Бурси Мехмед-эфенди, который был назначен кади Мекки. Путешественники собирались двигаться быстро, а орудия были тяжёлыми, поэтому на галеон загрузили только четыре пушки. Когда христианские пираты с Мальты получили сообщение, что незащищённый корабль движется в Египет с драгоценным грузом, они на шести галеонах бросили якорь в скрытой бухте на острове Карпатос и стали ждать добычу. Несмотря на предупреждение об опасности, полученное кызляром-агой на Родосе, он приказал продолжать путь. Вскоре после того, как османский галеон прибыл на остров Карпатос, на него напали пираты. В завязавшемся бою Ибрагим-челеби и кызляр-ага были убиты, рабыня кызляр-аги тоже погибла, но была принята рыцарями за жену султана, а её ребёнок — за сына султана, поскольку они были одеты роскошнее других и сопровождающие вели себя с ними как с членами семьи султана. На корабле было 600 мужчин и 30 женщин. 350 мужчин и женщины были взяты для продажи в рабство. Рыцари уплыли со своей добычей на Крит, где высадились в неохраняемом месте на южном побережье и пополнили запасы воды, однако вскоре появившийся венецианский проведитор Крита, предвидя возможные осложнения, лично потребовал от них покинуть остров. Рыцари несколько раз попытались высадиться в разных портах острова, но каждый раз встречали категорический отказ. В конце концов они бросили османское судно и вернулись на Мальту. Как и предполагал проведитор, все претензии Стамбула были предъявлены Венеции. Между Венецией и Османской империей существовало соглашение о противодействии пиратам, а нападение кораблей ордена на судно с людьми из окружения султана было воспринято как пиратский акт. Османскую точку зрения отразил Эвлия Челеби, участник первой фазы войны: «мальтийцы стали хозяевами корабля и отвели его в Канею в Кандии, где они бросили якорь, хотя это противоречило договору, заключённому Хайруддином-пашой, согласно которому неверным не разрешалось укрывать в своей гавани любые суда, захваченные врагами Османской империи. Однако венецианцы предпочитали мальтийцев и даже разрешали продать всех лошадей и имущество умершего начальника евнухов в Канее».

## Подготовка к войне

### В Стамбуле
Ибрагим I был в бешенстве, узнав о судьбе судна. Он приказал немедленно убить всех христиан в Османской империи. Позднее его убедили отменить этот приказ, однако обстановка накалялась: некоторые из османских моряков, сумевших вернуться с Крита в Стамбул, поведали, что на самом деле рыцари оставались на Крите в течение двадцати дней, продавая награбленное и пополняя запасы. Несмотря на длительный период переговоров, продолжавшийся вплоть до 1645 года, и вопреки возражениям великого визиря Султанзаде Мехмед-паши было принято решение начать войну. Историк того времени Мустафа Наима писал, что Ибрагим I сначала хотел напасть на Мальту, но его убедили, что даже великий Сулейман не смог её завоевать, и лучше отомстить венецианцам, захватив удобно расположенный для присоединения к империи Крит.
Были выделены средства и в Терсан-и-Амире прибыло много древесины, со всех островов были привезены плотники, которые заложили суда. На верфи за пределами Стамбула тоже выслали поручение о постройке галер. Пока шла подготовка, бейлербеям и санджакбеям Румелии, Анатолии, Карамана и Сиваса, Туниса, Алжира и Триполи были разосланы сообщения о готовящемся на весну выступлении. Им было приказано быть готовыми со своими кораблями присоединиться к флоту. В качестве мест сбора были названы Салоники и Чешме, а капудан-и дерья был назначен Силахдар Юсуф-паша, дополнительно получивший полномочия главнокомандующего сухопутными и морскими силами. Чтобы поднять ранг Юсуфа-паши, Ибрагим I объявил о помолвке своей двухлетней дочери с Юсуфом. Султан каждый день приезжал в Терсане-и-Амир и руководил подготовкой к экспедиции.
30 апреля 1645 года в Стамбуле был проведён праздник в связи с отправлением «Мальтийской экспедиции» (для отвода глаз от истиной цели), на котором сердару Юсуфу-паше был официально передан флот. Армада отплыла в Хиос.
27 мая в порту Терме (Термезис) на полуострове Пелопоннес к армии присоединился бейлербей Румелии Хасан-паша. 7 июня 1645 года османский флот прибыл в порт Наварино и встал на якорь. Здесь к флоту присоединились 8 галер бейлербея Туниса и Триполи Абдуррахмана-паши. 20/21 июня, после 13 дней, в течение которых проверялась готовность кораблей и загружались припасы, флот продолжил путь. Под началом Юсуфа-паши собралось более чем 50 000 солдат и 416/460 судов: восемьдесят две галеры, двадцать высоких кораблей и триста парусников, в которых находилось семь тысяч янычар, четырнадцать тысяч тимариотов, пятьдесят тысяч сипахов, канониров, левантийцев и три тысячи пионеров. На корабле капитана Дюрак-бея находился Эвлия Челеби, ехавший в качестве муэдзин-баши.

### На Крите
Несмотря на усилия недавно назначенного проведитора Андреа Корнаро, венецианские оборонительные сооружения всё ещё были в плохом состоянии. Остров имел укрепления, которые долгое время оставались без внимания, и Корнаро приложил много усилий для их ремонта. Беспокоясь о подготовке Османской империи к войне, Республика усилила Крит в конце 1644 года, послав дополнительно 2500 солдат и провиант, и начала вооружать свой флот. В случае войны оказать помощь обещали римский папа Урбан VIII и герцог Тосканы Фердинандо II Медичи.

## Ход войны

### Начало кампании
Основной целью османов была Кандия, но она была хорошо укреплена, кроме того недалеко о Кандии расположен остров Дия, у которого со стороны Крита есть шесть заливов, где мог укрываться венецианский флот. Поэтому османы решили сначала лишь блокировать Кандию с суши и захватить другие крепости Крита. 23 июня 1645 года флот прибыл к Криту и встал между Айи-Теодори и Критом. Здесь на Крит были высажены солдаты и боеприпасы для нападения на Канею. Сначала османские солдаты совершили набег на деревни и захватили множество трофеев. Чтобы добиться помощи местного населения сердар освободил всех пленных, а также запретил поджог деревень.

### Захват Айа-Теодори и осада Канеи
В Европе обсуждали движение османского флота к Мальте, даже в империи османские чиновники (кроме членов дивана) полагали, что экспедиция была к Мальте. Лишь после отплытия из Наварино Юсуф-паша пригласил капитанов и объявил, что целью кампании является Крит. Одновременно из дивана в те места, где располагались баилаты, были отправлены распоряжения об аресте байло и о запрете на торговлю венецианскими товарами.

#### Айа-Теодори
Для захвата Канеи было необходимо контролировать остров Айи-Теодори. Этот скалистый островок расположен рядом с Критом на расстоянии около трёх миль от Канеи. На нём на расстоянии одной мили друг от друга стояли две крепости. Первая, называвшаяся Турлулу, была построена на возвышенности со стороны, противоположной Криту, и была предназначена для контроля за морем. Однако её расположение не позволяло ей просматривать побережье Крита, и потому был выстроен второй форт, называвшийся Айя Теодори, Айя Тодори или Сан-Тодеро. Ширина стен этих крепостей составляла пятьдесят ярдов, а высота — двенадцать. Каждая была хорошо оснащена — в них было большое количество пушек, боеприпасов и продовольствия.
Венецианцы верили, что османский флот идёт к Мальте, поэтому появление врагов на побережье Крита застигло их врасплох. Защитники Айа Теодори заметили приближение османской эскадры и поняли, что станут первоочередной целью врага. Полагая, что нижний форт укреплён сильнее, они все собрались в нём, оставив второй, верхний.
Юсуф-паша, высадившись на берегу Крита и отправив основную часть армии к Канее, велел бейлербею Амасьи Ахмеду-паше и бею Терхале Ахмеду с янычарами и солдатами из Туниса и Триполи переправиться на Айа-Теодори. Ночью 27 июня османы подошли к верхнему форту и, обнаружив, что тот оставлен, заняли его без боя. На следующее утро они осадили нижний форт и начали его обстрел с двух сторон. Для этого две пушки были сняты с галер и установлены напротив стен. Согласно османскому историку Наиме, в этом бою участвовал сам Юсуф-паша. Защитники крепости были в безнадёжном положении, и часть из них подняла белый флаг. После этого командир гарнизона, Бьяджо Джулиани, взорвал себя вместе с крепостью и её гарнизоном, чтобы не дать ей попасть в руки к османам.
Наима полагал, что белый флаг был хитроумной уловкой, чтобы убить как можно больше противников. Он писал:
Один коварный злодей вышел на зубчатые стены, махая белым носовым платком в своей проклятой руке. По прибытии в это место была взорвана мина, которую они предварительно подготовили. Кто был над этим местом или около него взлетали в воздух и горели, как жареное мясо. Многие тела наших благородных воинов и мерзких неверующих стали добычей огня.

#### Осада Канеи
На следующий день после высадки на Крите армия была уже на холмах напротив замка Канеа.
Замок Канеа был хорошо укреплён и имел семь высоких бастионов. В каждом из них было двадцать одно орудие и тысяча солдат. Стены замка настолько широки, что пять/семь всадников могли ехать рядом. За стенами было девять редутов, каждый с пятнадцатью пушками. Глубина рва, выкопанного за стеной, составляла пятнадцать ярдов, а ширина — семьдесят пять. В гавани Канеи стояли 27 галер. 80-тысячная османская армия начала штурм крепости утром 27 (29) июня с обстрела из пушек. Венецианский флот был блокирован османскими сулами в гавани и захвачен за два дня. Оборонявшиеся, по словам Наима (отражавшего османскую точку зрения и называвшего их «мерзкие неверующие»), «проявили великую стойкость и мужество и хорошо сражались». На двенадцатый день осады Юсуф-паша чуть не был убит ядром из венецианской пушки, когда подошёл к батарее, чтобы воодушевить румелийских солдат. В связи с этим для повышения безопасности на тринадцатый день осады были вырыты новые окопы и добавлены новые орудия.
Получив известие о том, что замок Канеа в осаде, венецианский проведитор Крита отправил на помощь Канее пятьсот солдат. Вместе с четырьмя сотнями солдат из Суды их было 900 человек. Они попытались снять осаду, напав на османское войско, но потерпели поражение. На шестнадцатый день осады отряд из более чем ста воинов совершил вылазку из города и атаковал османские ретраншементы, но также не достиг особого успеха. На двадцать пятый день осады сердару прибыли дары от Ибрагима I, что подняло осаждавшим дух. По приказу Юсуфа-паши была привезена земля и сооружена насыпь перед стенами, чтобы понизить их высоту для осаждающих. На насыпь установили орудия и начали обстрел города. 6 августа, в сорок первый день осады, Мурад-ага решил сделать большой подкоп с левой стороны бастиона. В подкоп поместили сто пятьдесят бочек (каждая по 56,5 кг), загружённых порохом. Огромный взрыв разрушил стены и бастион, но осада Канеи продолжалась. Наконец, 19 августа венецианцы инициировали переговоры и сдали крепость. Осада длилась 54 дня. По соглашению о сдаче города жителям был гарантирован беспрепятственный выход и безопасность, 22 августа три османские галеры доставили их в Кандию. За время осады защитники отбили 7 штурмов, османская армия потеряла в них 40 тысяч солдат. В руки османов перешли, по словам османского историка Кятиба Челеби, 395 пушек. Старая церковь Св. Николая была превращена в мечеть Хюнкяр, ещё две церкви стали мечетями Юсуфа-паши и Мусы-паши. После получения известия о падении Канеи в Стамбуле было устроено празднество на три дня и три ночи. Порт Канеи имел для османов большое значение, поскольку он был идеальной базой для доставки припасов на Крит.

### 1645—1647 годы
Завоевание османами Канеи вызвало большой отклик в Европе. Сразу начала поступать обещанная помощь из папского государства, Тосканы, Мальты и Неаполя. В сентябре у союзников была возможность разбить османский флот, но Никколо I Людовизи, племянник Папы Римского, упустил этот шанс. Когда 1 октября христианский флот из 90 судов попытался отбить Канею, то потерпел поражение из-за решительных действий османских командиров и отсутствия согласованности между союзниками Венеции. В октябре (ноябре) Силахдар Юсуф-паша оставил на острове сильный гарнизон под командованием бейлербея Мореи Кучук Хасана-паши и вернулся на зиму в Стамбул. Там он вместо чествования пал жертвой интриг соперников и был казнён 21 (30) января 1646 года. Говорят, что Ибрагим I впоследствии сожалел о том, что велел казнить его. После казни Юсуфа-паши капудан-и дерья (адмиралом) был назначен Коджа Муса-паша.
Проблема с выбором командующих была и в Венеции. Первым командующим Сенат назначил 80-летнего дожа Франческо Эридзо. После смерти Эридзо венецианским генерал-капитаном моря стал 73-летний Джованни Каппелло. Каппелло подтвердил свою репутацию осторожного человека: он тщательно избегал любых столкновений с турецким флотом и любые трудности считал вескими причинами для отказа от действий. Начало деятельности Каппелло было явно неудачным — он не смог предотвратить в июне прибытие подкрепления к османским войскам под началом недавно назначенного сердаром Коджи Мусы-паши и нового великого визиря Султанзаде Мехмеда-паши. Мехмед-паша приказал уничтожить крепость Суда, через которую венецианцы держали связь с Критом. Поскольку замок Суда был расположен на острове в устье залива, захватить его было нелегко. Султанзаде Мехмед-паша заболел и умер от малярии, после чего сердаром на Крит был назначен Дели Хусейн-паша. 10 марта 1646 года Хуссейн-паша захватил замок Кисамос в западной части острова. Местные жители легко сдались им. В августе Каппелло организовал нападение на османский флот в бухте Канеи, которое было отбито.
Когда Муса-паша отправился на побережье Румелии забрать зерно, Хусейн-паша остался единственным командующим османскими силами на Крите. Он понял, что завоевание Судской крепости займёт много времени, и решил пока не осаждать её. Взамен осады Суды он приказал перебросить все силы к Ретимно и блокировать его. Каппелло не удалась попытка прорвать османскую блокаду Ретимно, и в результате город пал 20 октября, хотя цитадель и продержалась до середины (13/15/21) ноября. Османы соорудили большой подкоп под воротами крепости, и на тридцать девятый день осады в этом подкопе была взорвана мина. Жители были истощены осадой и на следующий день предложили мир, оговорив для себя право эвакуироваться в Кандию. От шпионов Хусейн-паша узнал, что венецианцы вели серьёзную подготовку в портах Кандии и Суды и собрали пятнадцать тысяч солдат из местных греков, чтобы напасть на Канею с суши и моря. Хусейн-паша решил напасть первым. В середине июня 1646 года он покорил крепость Эстерни, захватив тем самым последнюю позицию, мешавшую завоеванию порта Суда.
Несмотря на политический кризис в Стамбуле, смену султанов и великих визирей, османское правительство не оставляло усилий по завоеванию острова. Одновременно венецианцы отчаянно пытались собрать деньги и людей и найти союзников для активных действий против османов. Однако большая часть Европы увязла в Тридцатилетней войне, поэтому помощи ждать было неоткуда. К тому же венецианцы были в затруднении из-за затрат на войну: помимо ужесточения налогов на имущество, им пришлось прибегнуть к продаже дворянских титулов и государственных должностей, чтобы наполнить казну.
Зимой 1646—1647 года и османы, и венецианцы пострадали от эпидемии чумы, и в течение всей весны 1647 года ни одна из сторон не вела активных действий. Но уже в середине июня 1647 года небольшая османская армия разгромила отряд венецианских наёмников, вслед за этим Хусейн-паша покорил восточную половину острова, за исключением крепости Сития. Венецианцы и местное население острова понесли тяжёлые потери: от болезней или военных действий к 1648 году погибло почти 40 % критского населения. В 1677 году население острова составляло 80 000 человек (довоенное население — 260 000 человек). К началу 1648 года весь Крит, кроме Кандии и нескольких крепостей, находился в руках Османской империи.

### Начало осады Кандии
Захватив практически всю территорию Крита, османы приступили к осаде Кандии. Осада длилась с перерывами с 1648 до 1669 года и лишь осада Сеуты (1694—1727) маврами превышает по длительности осаду Кандии. В 1645, 1649, 1656 годах и с 1666 по 1669 годы были полноценные осады, в остальное время османы осуществляли блокаду города без активных боевых действий.

В конце апреля — начале мая 1648 года османы начали обстрел бастионов Иисуса и Сан-Мари. В течение лета османы выкопали траншеи до контрэскарпа, после чего начали копать минные галереи. Хусейн-паша отрезал акведук, питавший город водой, от источников каньона Агии Ирини. Но османы испытывали нехватку припасов и подкреплений, поскольку христианский флот в Эгейском море перехватывал османские конвои. Кроме того, неуравновешенный характер Ибрагима I и постоянные казни высших чиновников вызвали внутренний политический кризис, приведший летом 1648 года к низложению Ибрагима I в пользу его малолетнего сына Мехмеда IV. Временно снять осаду османам пришлось в начале 1649 года из-за проблем со снабжением армии, но после прибытия османского флота в июне 1649 года атаки возобновились. Однако вскоре несколько полков янычар самовольно вернулись со Стамбул. В связи с этим Хусейну-паше не оставалось ничего иного, кроме как продолжать сохранять как можно более жёсткую блокаду города.
Codex Cicogna 1971. Начало 1660-х

### Попытка мирных переговоров
В Венеции, торговая деятельность которой сильно пострадала, давала себя знать усталость от войны. К султану были отправлены посланники для переговоров о мире, но Венеция была не готова пойти на выдвинутое султаном требование полной уступки Крита. В договор, представленный великому визирю в 1649 году, венецианцы не включили условие перехода Крита под власть османов. Великий визирь Софу Мехмед-паша был настолько разгневан, что велел посадить в колодки и заключить в Едикуле байло Соранцо и казнить старшего драгомана Грилло. Весь штат баилата был арестован и война продолжалась.

### Продолжение осады Кандии (1650—1665)
К 1650 году османы начали строить укрепления, чтобы контролировать доступ в город. В ноябре 1650 года великим визирем стал Мелек Ахмед-паша. Он отправил на помощь Дели Хуссейну 3000 отборных янычар. В 1652 году к югу от города османы построили постоянный укреплённый лагерь с пятью бастионами. Неспособность венецианцев удерживать внутренние районы привела в 1656 году к потере практически всех территорий на острове. Несмотря на блокаду Дарданелл венецианским флотом и политический кризис в Стамбуле, османский корпус на Крите был достаточно силён, чтобы противостоять кампаниям венецианцев, но чтобы атаковать Кандию сил не хватало. В 1653 году Хуссейн-паша занял островную крепость Селино в заливе Суда и укрепил захваченную ранее крепость Сан-Тодеро в заливе Канеи. В последующие годы османы предприняли многочисленные атаки на стены Кандии, в частности в 1653, 1654, 1655 годах, они пытались захватить форт Сан-Димитр.
В период перерыва в активных осадных действиях в августе 1660 года соединённый флот из папских, мальтийских и французских судов захватил форт Санта-Венеранда и пытался освободить Канею, однако османский командующий войсками успел прибыть от Кандии к Канее вовремя и предотвратил освобождение её соединённым флотом, вынудив противника перейти на суда. Гарнизон Кандии решил воспользоваться временным отсутствием основных сил и произвёл неудачную вылазку, потеряв 1500 человек.
Несмотря на успехи венецианского флота, блокада Кандии продолжалась, и османы сохранили свои другие завоевания на острове до прибытия новых османских экспедиционных сил в 1666 году.
Длительные перерывы в военных действиях у стен Кандии были вызваны проблемами в Османской империи. Первой из них была нестабильность власти в период женского султаната. Только приход к должности великого визиря из семьи Кёпрюлю (14 сентября 1656 года) привёл к стабилизации положения. Ещё одной проблемой была начавшаяся в 1663 году война с Австрией. Второй визирь из семьи Кёпрюлю, Ахмед, в августе 1664 года подписал Вашварский мир, завершив эту войну, пусть и не достигнув в ней успехов. Тем самым он развязал себе руки и смог направить все усилия на Крит.

### Морская война

#### Ранние столкновения (1645—1654)
Венеция не могла напрямую противостоять крупным османским экспедиционным силам на Крите, но она обладала прекрасным военно-морским флотом, который мог сторожить османские суда на маршрутах снабжения османского экспедиционного корпуса на Крите. В 1645 году венецианцы и их союзники обладали флотом из 60-70 галер, 4 галеасов и около 36 галеонов. Венецианцы превосходили османов в техническом плане, поскольку использовали смешанный флот, состоявший как из галер, так и из парусников, в то время как Османский флот в начале войны состоял почти исключительно из галер.
30 марта венецианский флот по приказу Джироламо Морозини бросил якорь у Дарданелл, пытаясь блокировать проход османского флота через пролив. Для пресечения османских поставок на Крит группа из 23 венецианских кораблей под командованием Томмазо Морозини попыталась захватить стратегически важный остров Тенедос у входа в проливы. 26 мая капудан-паша Коджа Муса во главе флота из 80 военных кораблей попробовал пробиться из проливов в Эгейское море, но был отброшен обратно в Дарданеллы. Однако уже 4 июня флот венецианцев не смог остановить османов, потому что отсутствие ветра позволило османским галерам уклониться от венецианских парусников. Таким образом, османы смогли без помех доставить новые войска и припасы на Крит. Усилия венецианского флота по борьбе с сухопутными операциями Османской империи на Крите также потерпели неудачу из-за нерешительности командующих, задержек в оплате экипажам и последствий чумы.
27 января 1647 года у Наварино произошло столкновение венецианского корабля под командованием Томмазо Морозини с османским флотом из 45 галер. В последовавшей схватке Морозини был убит, хотя и османы понесли потери, включая самого Коджа Мусу-пашу. Корабль Морозини был спасён благодаря своевременному прибытию венецианского флота под командованием нового генерал-капитана моря Джованни Баттиста Гримани. Несмотря на некоторые успехи, такие как рейд в Чешме, конец года был неудачным для венецианцев, поскольку несколько попыток блокировать османские порты не остановили поток поставок и подкреплений на Крит.
Венецианцы вернулись в Дарданеллы в 1648 году. В середине (7) марта во время шторма у Псары они потеряли большое количество судов. Несмотря на это, венецианскому флоту удавалось успешно блокировать проливы в течение всего года. Османы построили в Чешме ещё один флот, вынудив венецианцев разделить свои силы, а в 1649 году усиленный османский флот под командованием капудана-паши Войнок Ахмеда снял блокаду пролива. Да Рива разбил османский флот на стоянке в Фокее 12 мая 1649 года, захватив или уничтожив несколько кораблей, но он не смог помешать Османской армаде достичь Крита. Этот случай выявил слабые места венецианцев: блокировать галеры было по своей сути трудной задачей, к тому же у Республики не было достаточно кораблей, чтобы одновременно контролировать и Дарданеллы, и проход у Хиоса. Османы же усиливали свои позиции, в 1648 году на диване было принято решение построить и использовать галеоны, чтобы не полагаться исключительно на гребные галеры.
В течение большей части 1650 года венецианский флот из 41 судна поддерживал блокаду Дарданелл, не позволяя Хайдерагазаде Мехмед-паше плыть на Крит. В конце года Мехмеда-пашу заменил санджакбей Родоса Хозамзаде Али-паша, в то же время из-за высокой оплаты венецианцам пришлось отказаться от аренды иностранных судов и уменьшить свой флот. 10 июля 1651 года к югу от Наксоса состоялось первое значительное морское сражение войны, длившееся три дня, в котором в итоге 58 венецианских кораблей под командованием Альвизе Мочениго одержали победу над османским флотом. Остатки османского флота Али-паша увёл на Родос, зимой он смог добраться до Кандии. Вскоре после этого Мочениго был заменён на Леонардо Фосколо, но в течение следующих двух лет обе стороны избегали столкновений.

#### Битвы за Дарданеллы (1654—1657)
В 1654 году османы собрали свои силы: в Арсенале на Золотом Роге были построены новые военные корабли, а из Триполитании и Туниса прибыли пиратские эскадры для укрепления Османского флота. Усиленный Османский флот, вышедший из Дарданелл в начале мая, насчитывал 79 кораблей (40 парусников, 33 галеры и 6 галеасов) и ещё 22 галеры со всего Эгейского моря и 14 кораблей из Берберии, чтобы укрепить его у Проливов. Эти силы значительно превосходили 26 кораблей венецианского блокирующего флота под руководством Джузеппе Долфина. 16 мая 1654 года состоялась первая битва за Дарданеллы, и хотя 8-часовая битва привела к османской победе, венецианцы считали, что одержали моральную победу, поскольку им удалось успешно скрыться от превосходящих османских сил, потеряв лишь 2 судна (Aquila d’Oro и Orsola Bonaventura). Османы тоже потеряли 2 корабля.
Усиленный эгейскими и берберскими эскадрами османский флот разграбил венецианский остров Тинос, но 21 июня отступил после стычки с венецианским флотом под командованием Альвизе Мочениго. В дальнейшем Кара Мураду-паше удавалось до конца года уклоняться от венецианцев, в то время как оба флота курсировали по Эгейскому морю. В сентябре из-за волнений среди янычар флота Мурад-паша вернулся в Дарданеллы. В последние месяцы 1654 года произошли изменения в командовании венецианскими силами: после смерти в Кандии Мочениго его сменил отличившийся в предыдущих битвах исполняющий обязанности генерал-капитана моря Франческо Морозини. Он инициировал более энергичные действия: весной 1655 года он совершил набег на османский склад на Эгине и разрушил портовый город Волос во время ночной атаки 23 марта. В начале июня Морозини отплыл в Дарданеллы, ожидая вылазки Османского флота, которая, однако, оказалась отсрочена из-за политических потрясений в Османском правительстве.
Оставив Лаззаро Мочениго с половиной флота (36 кораблей) следить за проливами, Морозини вернулся на Киклады. Однако через неделю после его отъезда, 21 июня, появился османский флот под командованием Мустафы-паши, насчитывающий 143 корабля. Вторая битва за Дарданеллы состоялась 21 июня 1655 года. Под командованием Лазаро Мочениго находилось 25 судов, у османского командующего Мурада-паши было 36 судов, 8 маон, 60 галер. Битва завершилась победой венецианцев, которые потеряли 1 затонувшее судно (Давид Голиаф), 126 погибших и 180 раненых. Османы потеряли 11 судов. Османский флот избегал действий в течение оставшейся части года, а затем ушёл на зимовку, после чего Морозини предпринял неудачную осаду стратегически важной островной крепости Монемвасия. В сентябре Морозини был объявлен новым проведитором Крита, а Лоренцо Марчелло — новым генерал-капитаном моря.
Хотя в предыдущие годы противостояния венецианцы одерживали верх чаще, контролируя Эгейское море и собирая дань и новобранцев на его островах, они не смогли превратить это превосходство в конкретные результаты. Несмотря на поражения, османы всё ещё могли свободно перемещаться в Эгейском море и снабжать свои силы на Крите, используя маршруты из Александрии, Родоса, Хиоса и Монемвасии.
Третья битва при Дарданеллах состоялась 26 июня 1656 года. Под командованием венецианского капитана моря Марчелло находилось 29 судов, кроме того, вместе с венецианским флотом выступил мальтийский, которым командовал Дон Грегорио Карафа. У османов было 28 парусников, 9 маон, 61 галера. Объединённый флот под командованием Марчелло нанёс удар османам, они потерпели «худшее военно-морское поражение со времён Лепанто»: было уничтожено или захвачено в плен шестьдесят османских кораблей, а 5000 рабов-христиан на галерах освобождены. При этом, венецианцы и мальтийцы тоже понесли некоторые потери, включая потерю капитана-генерала Марчелло. Хотя после этой победы мальтийский флот ушёл, совместный успех в битве позволил венецианцам под предводительством Барбадо захватить 8 июля Тенедос и 20 августа Лемнос. Эти два острова, расположенные у входа в проливы, использовались венецианцами в качестве баз, что сделало венецианскую блокаду проливов более эффективной. В результате снабжение Крита было фактически прекращено, а Стамбул страдал от нехватки продовольствия в течение следующей зимы.
Когда Мехмед IV достиг совершеннолетия, государство находилось в расстройстве. По совету матери в 1656 году он назначил великим визирем Мехмеда Кёпрюлю, который восстановил порядок в управлении и дисциплину в войске и на флоте. Новый капудан-паша Топал Мехмед усилил флот, и в марте 1656 года османам удалось прорвать венецианскую блокаду проливов и отплыть к Тенедосу. Однако они не напали на остров, потому что венецианский гарнизон острова был слишком силён. В мае венецианцы под руководством Лаззаро Мочениго одержали незначительные победы: 3 мая и 18 мая. С флотом, усиленным папскими и мальтийскими судами, Мочениго отплыл в Дарданеллы и стал ожидать прибытия османского флота. Четвёртая битва за Дарданеллы состоялась 17-19 июля 1657 года. Из-за разногласий среди христианских командиров Мочениго не смог блокировать османский флот, который смог выйти из пролива, даже не вступив в бой. В течение трёх дней оба флота дрейфовали на юг и запад из Дарданелл в Эгейское море. Венецианские галеры проникли в Дарданеллы, преодолев сопротивление османских судов. Однако вечером 19 июля взрыв в трюме уничтожил венецианский флагман, вместе с которым погиб Мочениго, что вынудило союзный флот отступить. В этой битве венецианцы нанесли более тяжёлые потери османам, чем понесли сами, но османы достигли своей цели: блокада была прорвана. Под личным руководством великого визиря, усиленный людьми и кораблями из берберских эскадр, 31 августа османский флот вновь захватил Лемнос и 12 ноября Тенедос. В мае 1659 года венецианский флот захватил остров Гарабуса возле Крита, а в июне 1660 года остров Скиатос в северной части Эгейского моря. 27 августа 1661 года союзный флот венецианцев и мальтийцев разбил группу османских галер у побережья Милоса.

### Известия о Кандийской войне в России
Противники Османской империи предпринимали попытки вовлечь в войну против османов Русское царство. Особенно заинтересованы были в этом православные греки. В 1653 году константинопольский патриарх Афанасий Пателар в своём «Слове понуждаемом» призывал царя Алексея Михайловича к походу на Царьград. В ответ Алексей Михайлович сообщал о намерении избавить греков и всех православных от ига врагов веры. В 1655 году иерусалимский архимандрит Макарий писал Алексею Михайловичу, что в Царьграде боятся прихода под городские стены казачьих стругов и войск русского государя. В окружении константинопольского патриарха Паисия Алексея Михайловича называли «новым императором Константином», царём-освободителем. Однако затянувшаяся война с Речью Посполитой не позволила России активно вмешаться в конфликт. Тем не менее российское правительство пристально наблюдало за ходом войны по курантам (обзорам европейской прессы, которые с середины XVII столетия готовили для царя и бояр в Посольском приказе). Новости о боевых действиях встречаются в каждой второй сводке курантов, что позволяло русскому правительству отслеживать все основные события.

### Пат (1658—1666)
В 1658 году направлением основного удара Османской империи стала Трансильвания, которой правил Георгий II Ракоци, что вылилось в длительный конфликт с Габсбургами, вассалом которых Ракоци был. В течение следующих нескольких лет венецианский флот под командованием Морозини безуспешно пытался блокировать Дарданеллы. Морозини также нападал на османские цитадели: осада острова Лефкада в августе 1658 года была неудачной, но в 1659 году венецианцы при поддержке Маниотов захватили Каламату, Торон, Каристос и Чешме. Однако эти набеги не принесли венецианцам большой пользы, поскольку у них не было сил, чтобы удержать захваченные территории. Со стороны Османской империи Кёпрюлю Мехмед-паша приказал построить два новых форта, «Морской вал» и «Ключ от моря», на европейском берегу входа в Дарданеллы, чтобы помешать венецианцам входить в проливы. С окончанием войны между Францией и Испанией венецианцы воодушевились, надеясь получить увеличенную помощь в деньгах и людях, особенно от французов, чьи традиционно хорошие отношения с османами в последнее время испортились.
Эта помощь действительно вскоре начала поступать, добровольцы группами и поодиночке со всей Западной Европы прибывали в Кандию. Христианские правители также чувствовали себя обязанными предоставлять людей, продовольствие и суда. Первый французский контингент из 4200 человек под командованием герцога Альмериго д’Эсте прибыл в апреле 1660 года вместе с немецкими наёмниками, войсками из Савойи, а также мальтийскими, тосканскими и французскими кораблями. Несмотря на это операции Морозини в 1660 году были неудачными. Атака венецианцев в августе с целью отбить Канею закончилась поражением, так же, как и атака на османские линии осады вокруг Кандии в сентябре. Вскоре после смерти герцога д’Эсте в Наксосе французский контингент вернулся домой, за ним вскоре последовал и Морозини, которого сменил его родственник Джорджио. В 1661 году Джорджио Морозини добился нескольких незначительных успехов: он прорвал османскую блокаду Тиноса и, преследуя османский флот, разбил его у Милоса. Однако следующие несколько лет были относительно пассивными. Хотя османы увязли в войне с австрийцами в Венгрии и их флот был мало активен, венецианцы не использовали этот шанс добиться перелома, за исключением перехвата у Коса конвоя из Александрии в 1662 году.

### Продолжение осады Кандии (1666—1668)

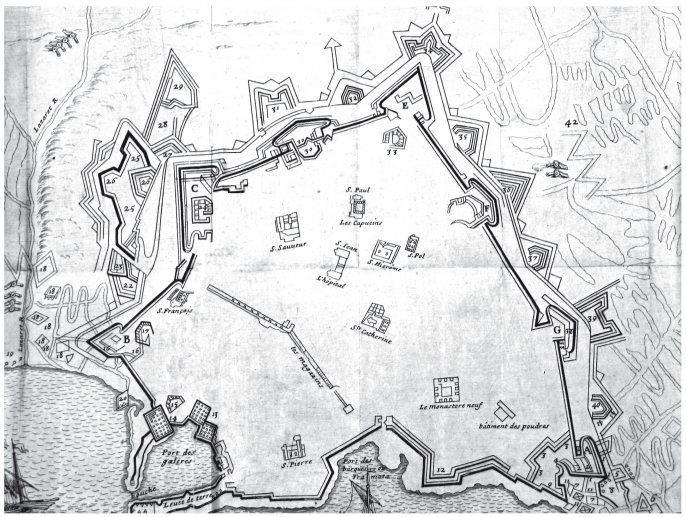
А. Бастион Сан-Андре.
1. Брешь в нём.
2. Два ретраншемента (окопа).
3. Большой ретраншемент, который охватывает Экоссез.
4. Ворота Сан-Андре.
5. Редут Сан-Андре, на котором османы установили батарею из четырёх орудий.
6. Место, где был построен форт, чтобы прикрыть полуредут.
7. Редуты и другие строения, которые турки построили на привезённой земле.
8. Укрепление (L’ouvrage) Приули, разрушенное, где османы установили батарею из четырёх орудий.
9. Экоссез
10. Батареи турок
11. Венецианские редуты перед Экоссезом и воротами Сан-Андре
12. Полуредут.
13. Небольшой арсенал.
14. Большой арсенал.
15. Кавальер Барбаро.
B. Сабионера.
16. Его два ретраншемента.
17. Кавальер Дзейн.
18. Редуты османов.
19. Их батареи со стороны Сабионеры.
20. Кавальер, который они стремятся убрать.
21. Лонжементы янычаров.
22. Укрепление Молина.
23. Укрепление Барбаро.
C. Бастион Виктории.
24. Его кавальер.
25. Форт Роял или Сан- Димитр.
26. Его полуредуты.
27. Его равелин.
28. Укрепление Приули или Сент-Мариед-ла-Преса.
29. Форт Св. Духа.
D. Бастион Джезу
30. Его ретирад (укреплённое место на случай отступления).
31. Ла-Пальма.
32. Равелин Сан- Никола.
Е. Бастион Мартиненго.
33. Его кавальер.
34. Его укрепление Сан-Мари.
35. Равелин Вифлеема.
F. Бастион Вифлеем.
36. Полуредут Мочениго.
37. Равелин Панигра.
G. Бастион Панигра.
38. Его ретирад.
39. Укрепление Панигра.
40. Равелин Святого Духа.
41. Брешь в этом равелине.
42. Укрепление Морозини, разрушен.

Гарнизон Кандии усилился за счёт прибытия подкреплений от союзников Венеции. Помимо солдат, в город прибыли инженеры и специалисты по укреплениям. Маркиз Да Вилла направился на Крит по поручению венецианского сената и прибыл с отрядом из 8295 человек пехоты и 1008 кавалеристов. 26 февраля 1666 года он высадился на Крите, предпринял неудачную попытку осадить Канею, после чего в апреле 1666 года прибыл в Кандию. В сентябре 1666 года начались работы по усилению укреплений по проекту прибывшего в Кандию голландского инженера Вернеда: были отремонтированы брустверы, усилены контр-минные галереи. Все работы были завершены за 40 дней. Османы тоже укрепляли свои позиции: они построили редуты напротив форта Сан-Димитр, прокопали траншеи к укреплению Сан-Мари, к флеши Св. Духа, к равелину Сан-Никола. Кроме этого, османы насыпали валы перед верками. Несколько раз Да Вилле удавалось во время вылазок отбрасывать османов, но общая расстановка сил не менялась.

#### Бастион Панигра
В ноябре 1666 года великий визирь Кёпрюлю-паша высадился в Канее с большими подкреплениями. Последующий период осады длился 8 месяцев, и основные действия происходили вокруг бастиона Панигра. После него 22 мая началась последняя фаза осады, которая продолжалась 28 месяцев. В последовавших штурмах погибло 108 000 турок и 29 088 христиан. За 25 лет войны погибло 280 венецианских патрициев, что составляет примерно четверть Большого Совета. 28 мая османы начали копать траншеи. По капитали каждого бастиона османы прокопали широкие зигзагообразные траншеи для перемещения тяжёлых орудий. Затем с частотой в 15—20 шагов они прокопали поперечные траншеи, параллельными фронту атаки атакованному фронту. В этих траншеях брустверы были выше человеческого роста. По мере продвижения работ перед бастионом Панигра было выкопано 30 параллельных траншей (через год перед бастионом Сабионера было выкопано 50 параллельных между собой траншей). На концах поперечных траншей для их усиления соорудили редуты. Для того, чтобы батареи могли наносить максимальный урон, их разместили на насыпанных для этого курганах.
Всё лето продолжалась минная война, однако ни одна сторона не получила преимущества. В первой половине сентября Да Вилла произвёл вылазку, заставив османов отступить. В ответ они увеличили число орудий напротив бастиона Мочениго. Взорванные в контрминах осенью крупные заряды временно задержали османов, но они смогли миной взорвать левый ретраншемент и в начале ноября захватили равелин Панигра. Из него они смогли попасть в крепостной ров. Однако проливные дожди залили все траншеи и минные галереи и османам пришлось отложить работы на весну. В конце года османы пробовали возобновить работы напротив бастионов, но они не могли прятаться в залитых водой траншеях, и огонь защитников вынудил их отказаться от любых активных действий в этом направлении. Наступление зимы принесло осаждённым некоторое облегчение. Чтобы возглавить войска на острова прибыл лично великий визирь. Он не терял даром зимние месяцы и по его указанию был выстроен длинный пирс для блокирование порта Кандии. Османы решили перекрыть канал поставок в город. Кёпрюлю-паша направил атаки против приморских фронтов. К этому времени с мая 1666 года османские потери составили 20 тысяч человек. Ими было взорвано 212 мин, 18 фугасов; османы 32 раза штурмовали укрепления Кандии. Потери защитников города составили 7 тысяч солдат и 2111 женщин и детей. Они взорвали 369 мин и 19 фугасов; гарнизон произвёл 16 вылазок на открытой местности. 18 раз защитники крепости и османы сталкивались при встрече минных и контрминных подкопов.
В конце января 1668 года османы очистили затопленные ранее траншеи, в них они разместили охрану.

#### Бастионы Сан-Андреа и Сабионера
В конце 1667 года от перебежчика османы узнали о слабых местах в системе укреплений — приморских бастионах Сан-Андреа и Сабионера. Именно на них и сосредоточились османы. Великий визирь приказал напротив этих бастионов возвести два временных бастиона из фашин и туров, чтобы иметь возможность обстреливать входящие в гавань суда. В конце января 1668 года османы начали рыть траншеи напротив лазарета и бастиона Сан-Андреа. Сенат Венеции обратился к союзникам, но надежд получить помощь было мало. В конце июля 1668 года из траншей начался обстрел Сан-Андреа, одновременно напротив бастиона Сабионера начали копать траншеи. 22 августа османы взорвали 9 горнов и пробили брешь шириной 90 шагов в эскарпе бастиона. 26 августа они предприняли неудавшийся штурм бреши. Однако потери защитников были очень велики и разрушение было столь значительно, что положение их стало критическим.

### Вторая попытка переговоров
Возобновившиеся османские атаки и ослабленная экономика Венеции вынуждали синьорию искать мира. В 1668 году, несмотря на ожидавшееся значительное подкрепление из Европы, венецианцы инициировали переговоры. Скорое прибытие подкреплений венецианцы надеялись использовать, как рычаг давления, чтобы добиться уступок от османов. Сначала был назначен посланником адмирал Андреа Вальер, но он заболел и был быстро заменён Альвизо да Молином. Молин и его посольство отправились в Ларису, где находился османский двор во время одной из охотничьих экспедиций султана. Османы предложили Венеции сохранить половину Крита, но синьория отказалась от предложения, надеясь добиться большего. Молину, которого османы перевезли в Канеа на Крите, было приказано продолжить переговоры и наблюдения.

### Война в Далмации
Далмация была отдельным фронтом на раннем этапе войны. Для османов далматинские территории были относительно далеки и не имели большого значения, в то время как венецианцы находились рядом со своими базами снабжения и имели бесспорный контроль над морем. Османы начали крупномасштабную атаку в 1646 году и добились некоторых значительных успехов, включая захват островов Крк, Паг и Црес. Самым крупным их завоеванием стала считавшаяся неприступной крепость Новиград, которая сдалась 4 июля после двух дней бомбардировки. Османы теперь непосредственно подобрались к двум основным венецианским оплотам в Далмации — Задару и Сплиту. Однако в следующем году ситуация изменилась: венецианский проведитор в Далмации Леонардо Фосколо захватил несколько фортов, отбил Новиград, временно захватил крепость Книн и взял Клис. Осада Шибеника османами с 26 августа по 16 сентября тоже оказалась для них неудачной. В течение следующих нескольких лет военные операции приостановились из-за вспышки голода и чумы среди венецианцев в Задаре. К тому же, обе стороны перенесли активность на Эгейское море. 30 июля 1657 года османы осадили Кастельнуово, но через две недели были вынуждены снять осаду, не достигнув успеха. 1 сентября 1660 года венецианцы заняли крепость Бутринт в Албании, но в апреле 1663 года османы её вернули. Летом 1663 года османы начали войну с Венгрией и другие фронты стали для них приоритетными. После подписания Вашварского мира османы возобновили набеги на Далмацию.

### Французы в Кандии
Осенью 1668 года в Кандию прибыли французы: сначала герцог Лотарингский с отрядом, в середине ноября ещё 300 французских и мальтийских рыцарей. За зиму 1668/69 года османам не удалось приблизить траншеи из-за дождей; воспользовавшись этой передышкой, защитники усиленно чинили бреши и возвели на бастионе Сан-Андреа второй ретраншемент. Весной 1669 года османы продолжили осаду и к середине апреля они пробили широкие бреши в бастионе Сабионера, а в равелине Св. Духа — брешь в 15 с половиной саженей. Тем не менее османы не торопились штурмовать город, продолжая обстрел укреплений. У осаждённых ощущалась нехватка продовольствия, боеприпасов и солдат.
В мае—июне в Кандию прибыли граф Вальдек, герцог Филипп де Ноайль и герцог Франсуа де Бофор с 2 тысячами моряков. 25 июня Ноайль и Бофор произвели вылазку из бастиона Сабионера. Среди погибших в ней оказался герцог Бофор, тело которого так и не было обнаружено. Вылазка не прервала работ османов, они продолжали обстреливать и теснить бастион Сан-Андреа.
25 июля французы произвели ещё одну атаку, один только флот выпустил до 15 000 пушечных ядер. Однако османы были хорошо защищены своими глубокими земляными сооружениями и понесли сравнительно небольшой ущерб, в то время как у христианского флота произошла авария со взрывом на французском флагмане Терез, что привело к значительным жертвам среди французов. Находившиеся рядом венецианские суда также пострадали. Герцог Ноайль покинул Кандию 20 августа. Узнав об отплытии французов, османы 25 августа произвели общий штурм. Два штурма были отбиты, но для Морозини было ясно, что город больше невозможно удерживать. 27 августа в осаждённой крепости состоялся военный совет, который принял решение о капитуляции, после чего были начаты переговоры. Город был сдан 5 сентября 1669 года. Морозини заключил мирное соглашение с османами, которое было относительно щадящим:
- защитники города получили 12 дней для сбора имущества и эвакуации на остров Дия;
- османам защитники должны оставить 30 пушек и часть муки;
- Эгейские острова Тинос и Китера и изолированные островные крепости Спиналонга, Грамвуса и Суда у побережья Критского полуострова, а также территории в Далмации остаются Венеции.
- навсегда отменяется дань 500 тысяч дукатов, которую Венеция платила османам.

## Планы венецианских покушений на османов
Помимо прямых боевых действий, венецианцы всегда активно вели тайную войну, используя политические покушения и убийства. В 1868—1869 годах В. Ламанский работал в венецианских архивах, изучая переписку Совета десяти. Он обнаружил документы, свидетельствующие, что в нём обсуждали планы таких действий и в Критской войне.
В переписке генерального проведитора Далмации Л. Фосколо с государственными инквизиторами (письма от 20-27 июня и 16 августа 1646 года) обсуждаются планы об отравлении трёх колодцев, возле которых расположатся лагерем османы. В период между 1649 и 1651 годами в Венеции обсуждался план заразить османов чумой. В переписке генерального проведитора Далмации Л. Фосколо с государственными инквизиторами дважды упоминается доктор Микель Анджело Саломон, хорватский еврей. Саломон предложил изготовить из «селезёнки, бубонов и карбункулов поражённых чумой» жидкость или порошок («квинтэссенцию чумы»). Фосколо предлагал «эту квинтэссенцию чумы посеять во вражеских лагерях в Ретимно, Канее и Сан-Тодеро». Для этого нужно было заразить фески или другие предметы одежды. Ответ президента Совета десяти содержал указание отправить с этим препаратом, должным образом упакованным, Саломона для исполнения отравления. Но доктор категорически отказался.
15 апреля 1652 года Совет постановил, что необходимо обсудить убийство командующего османской армии на границе Албании. Обсуждались кандидатуры убийцы, поскольку было два претендента, предложивших свои услуги за вознаграждение. 8 июня 1654 года проведитор Далмации Лоренцо Долфина сообщал о плане отравить двух пашей Боснии и просил инквизиторов прислать ему какой-нибудь яд. 8 августа он доложил о получении яда. 15 апреля 1663 года проведитор Далмации Корне просил прислать яд для отравления «турка Бейко-бея», который должен прибыть для осады Скутари. 8 июня яд был отослан.

## Причины поражения
Несмотря на проблемы с янычарами и сипахами, османская армия была хорошо подготовлена. Брат Роберт Соларо писал в 1650 году, что османская армия на Крите — это «цвет Турции» и призывал не верить, что 200 европейских солдат побьют 1000 турок, но утверждал, что, наоборот, 1000 турок побьют 2000 европейцев.
Иоганн Бернард Шейтер, офицер контингента из Брауншвейг-Люнебурга, жаловался, что артиллеристы были в основном глупыми и неопытными. Офицер ирландского происхождения Джейкоб Ричардс писал, что венецианские суда были «больше похожи на плавучие бордели, чем на военные корабли».
Одной из основных проблем венецианского военного командования было отсутствие единства. Брат Джейкоба, Джон Ричардс, объяснял потерю Кандии административным устройством республики, которое было совершенно непригодно для военного времени, «когда каждое совещание должно проходить через так много рук, что часто, прежде чем дело дойдёт до исполнения, оно остаётся в прошлом». «Без сомнения, следует рассматривать в качестве основной причины падения Кандии … отсутствие сильного единого командования на море и на суше».
Венецианцы не сумели наладить канал поставок в Кандию. По словам монаха, брата Роберта Соларо, солдаты в Кандии настолько были истощены голодом, что «забывали выстрелить из мушкетов». Спали они на голой земле, многие теряли зрение (Роберт Соларо объяснял это повышенной влажностью). Ещё одной причиной поражения была неудача с блокадой поставок османской армии, несмотря на то, что венецианская армада, по словам байло Соранцо, была вдвое сильнее османской.
Сыграли роль и отношения венецианцев с греками-критянами, которые страдали в период венецианского господства на Крите и от коррумпированного управления, и от притеснений по религиозному признаку. Крестьяне-греки не желали воевать в защиту венецианцев, знатные греки тоже не проявляли желания сотрудничать, 1 августа 1664 года проведитор Антонио Приули просил государственных инквизиторов избавить Кандию (остров) от самых влиятельных греков, вывезя их, поскольку те поддерживают османов. 28 ноября Приули просил прислать яд, чтобы использовать его против «врагов республики».

## Последствия
Сдача Кандии положила конец четырём с половиной векам венецианского правления на Крите и привела Османскую империю к временному территориальному зениту. В то же время, стоимость и потери, понесённые во время этой длительной войны, в значительной степени способствовали упадку Османского государства в последней трети XVII века. Крит оставался под османским контролем до 1897 года, когда он стал автономным государством под номинальным османским сюзеренитетом. 1 декабря 1913 года Крит был официально объединён с Грецией.
Венеция потеряла свою самую большую и процветающую колонию, её торговое положение в Средиземноморье ухудшилось, а её казна была исчерпана после затрат в размере 4 253 000 дукатов на защиту одной Кандии. Далматинские завоевания были недостаточной компенсацией потери Крита и денег. По возвращении в Венецию в 1670 году Морозини предстал перед судом по обвинению в неповиновении и государственной измене, но был оправдан. Пятнадцать лет спустя он возглавил венецианские войска в Морейской войне, когда Республика в последний раз попыталась восстановить свои позиции одной из главных держав в Восточном Средиземноморье. Во время этой войны в 1692 году венецианский флот попытался вернуть Кандию, но потерпел неудачу. Спиналонга и Суда, оставшиеся в руках венецианцев по результатам Критской войны, были завоёваны в 1715 году во время Пелопоннесской кампании против Венеции, Грамвуса была захвачена османами в 1692 году.

## Комментарии
1. ↑  Историк Э. Алдерсон ошибочно записал эту женщину под именем Зафире среди наложниц султана Ибрагима[15]
Истоки ошибки можно увидеть в письме папского нунция на Мальте Гори Паннилини[итал.]: «Некоторые женщины серальо Великого турка, которые были порабощены в трюме большого галеона, признались, что этот трёхлетний мальчик по имени Хосман является сыном нынешнего великого турка, рождённого от служанки... этот малыш говорит, что он сын Великого Турка, и он выглядит великолепно...» Имя Зафира упоминается в письме нунция как имя другой «султаны», не матери «Хосмана»[16].
2. ↑  Новицкий указывал 200 тысяч человек пехоты, 15 тысяч конницы, 151 военное судно и 524 транспортных[30].
3. ↑  Пионер — солдат, выполняющий инженерные и строительные работы, минёр
4. ↑  Указываются также 22 июня[37] и 10 июля[30].
5. ↑  16 парусных кораблей (San Zorzi grande, Aquila d'Oro, Concordia, Casa di Nassau, San Zorzi piccolo, Aquila coronata, Orsola Bonaventura, Anna Bonaventure, San Michiel. Spirito Santo, Apollon, Margarita, San Giovanni Conte Sdrini, Genovese grande, Pinco Tremartino), два Галеаса, 8 галер[92].
6. ↑  Capitana, Aquila Coronata, Profeta Samuel, Tomaso Francesco, Campo d’Oche, Principessa grande. Tre Re, Croce d’Oro, Sacrificio d’Abramo. Lepre Rosso, Principessa piccola, Corona, Gallo d’Oro, Ercole grande. Re David, Isabella Maria, David e Golia, Pesce Triglio, Arma di Nassau, Lionessa, Arma di Lech, Sant’Antonio di Padova, Leon Negro 4 галеры и 6 галер[99].
7. ↑  Fregata Contarini, Tomaso Francesco, Principessa grande, Tre Re, Croce d’Oro, Sacrificio d’Abram, Aquila Coronata, Profeta Samuel, Arma di Nassau, Lionessa, Arma di Lech Leon Negro, Madonna del Carmine, Santa Caterina, Profeta Elia, San Bartolamio, Fama Volante, Ercole, Rosa Bianca, Speranza, Principe di Colonia, San Pietro, San Marco, Santa Margherita, Paramore, названия остальных судов неизвестны[105].
8. ↑  4 крупных судна, 22 затонувших судна; 2 пинчи захвачены; 4 галеры потоплены и 5 захвачены; 34 галеры потоплены и 13 захвачены[106].
9. ↑  Потери венецианцев составили 2 затонувших судна Арма-ди-Нассау и Сан-Пьетро, одно судно село на мель и брошено (Сан-Марко); 207 погибших, 260 раненых и 94 пропавших без вести. У мальтийцев потеряно 7 галер, 40 погибших и 100 раненых. Потери османов: 4 крупных судна, 22 затонувших судна; 2 пинчи захвачены; 4 галеры потоплены и 5 захвачены; 34 галеры потоплены и 13 захвачены[106]
10. ↑  Mugnai B., Secco A. датируют захват османами Тенедоса и Лемноса периодом между 23 сентября - 1 октября.
11. ↑  Mugnai B., Secco A. дают следующие датировки:
  - 28 февраля османы захватывают Новиград
  - 19 марта: османы сдают крепость Земонико в Боснии.
  - 31 марта: Леонардо Фосколо отвоёвывают Новиград в Далмации.
  - Весна - лето: эпидемия чумы на Крите.
  - 28 июня: битва на равнине Мессареи.